# Operation Grenade
1944: Overlord · Dragoon · Mons · Market Garden · Scheldemündung · Aachen · Hürtgenwald · Queen · Elsass-Lothringen · Ardennen
1945: Nordwind · Bodenplatte · Blackcock · Colmar · Veritable · Grenade · Blockbuster · Lumberjack · Undertone · Plunder · Flashpoint · Aschaffenburg · Würzburg · Ruhrkessel · Friesoythe · Nürnberg
Operation Grenade war der Name einer Operation der 9. US-Armee an der Westfront des Zweiten Weltkrieges vom 22. Februar bis 11. März 1945, in deren Verlauf die amerikanischen Truppen erfolgreich die Rur überquerten und zwischen Neuss und Rheinberg bis zum Rhein vorstießen. Sie fand etwa gleichzeitig mit der zweiten Phase der Operation Veritable (Operation Blockbuster) statt.

## Planung
Im Rahmen der Operation Blackcock hatten Truppen der britischen 2. Armee im Januar 1945 das sogenannte Rur-Dreieck erobert. Den nördlichen Abschnitt der Rurfront bis Roermond hatte anschließend die 9. US-Armee unter General Simpson übernommen, die seit der Ardennenoffensive der 21st Army Group des britischen Feldmarschalls Bernard Montgomery unterstand. Ursprünglich sollte die Operation Grenade zeitnah zur Operation Veritable beginnen (8. Februar), was aber wegen der Öffnung zweier Talsperren in der Eifel (Rurtalsperre und Urfttalsperre) durch die Wehrmacht undurchführbar wurde: Diese sprengte am 10. Februar 1945 die Verschlüsse des Kermeterstollens am Kraftwerk Heimbach, woraufhin die Urfttalsperre bis zum Niveau des Kermeterstollens leer lief, und auch die Verschlüsse der Grundablassstollen der Staumauer Schwammenauel (Rursee).
Beides zusammen erzeugte flussabwärts ein Hochwasser, das die Flussaue verschlammte und die Rur an Stellen mit hohem Ufer zu einem reißenden Fluss machte.
Die Rur und die Erft waren zwei natürliche Hindernisse; dahinter lag die Kölner Bucht. Bei Linnich gab es ein eiförmiges Plateau (etwa 130 Meter über Meeresspiegel). Das Land war von landwirtschaftlichen Nutzflächen (vor allem Getreide- und Rübenfelder) geprägt.
Außerdem gab es zwei ausgedehnte Waldgebiete: den Hambacher Forst östlich und südöstlich von Jülich und den Wald zwischen Heinsberg und Venlo, in dem sich die Maas-Rur-Stellung befand (Brachter Wald, Diergardtscher Wald östlich Swalmen, Elmpter Wald). Zudem sahen die Planer einige Flüsschen – bzw. das dort zu erwartende matschige Gelände – direkt westlich der Rur als Hindernis. Der Winter 1944/45 war extrem kalt und nass und im März 1945 noch nicht zu Ende.
Als die Planung der Operation begann, waren die Staudämme der Rur noch in deutscher Hand. Normalerweise ist die Rur ein ruhiges Flüsschen, das an vielen Stellen etwa 30 Meter breit ist. Die Planer vermuteten, dass das Tauwetter und die Zerstörung von Rurstaudämmen sie in einen bis zu zwei Kilometer breiten See verwandeln würden. Auch nach dem Rückgang des Hochwassers würde das Gelände so morastig sein, dass Fahrzeuge nicht außerhalb fester Wege manövrieren könnten. Die Planer wählten Überquerungspunkte an den schmalsten Stellen des Flusses; meist dort, wo zerstörte Brücken waren.
Die Erft durchfließt die Kölner Bucht diagonal. Sie teilt die Fläche zwischen Rur und Rhein etwa auf halber Strecke und fließt bei Neuss, westlich von Düsseldorf, in den Rhein.
Weder die Erft noch der Erftkanal – er läuft an vielen Stellen parallel zum Fluss – waren größere militärische Hindernisse, aber ein bis zu ein Kilometer breiter Grüngürtel trug dazu bei, die beiden Gewässer zu einer guten natürlichen Verteidigungslinie zu machen. Dies galt in beiden Richtungen: wenn man das Gelände bis zu dem Flusskomplex erobert hatte, hatte man einen Flankenschutz, wenn man flussabwärts Richtung Neuss zog, wie es die 9. US-Armee beabsichtigte.
Eine große Stadt auf der Vormarschroute von Grenade-Truppen war Mönchengladbach, damals eine Textilstadt. An ihrer Südgrenze liegt Rheydt; beide Städte zusammen hatten vor dem Krieg 310.000 Einwohner. Deutlich kleiner, aber von einer gewissen Bedeutung als Verkehrsknotenpunkte waren Düren und Jülich (beide an der Rur und von westalliierten Bomben bereits weitestgehend zerstört), Elsdorf, Erkelenz, Dülken und Viersen (auf dieser Route konnte man Mönchengladbach westlich umgehen). 20 km nordöstlich von Viersen liegt Krefeld, eine Stadt mit einer Rheinbrücke (Krefeld-Uerdinger Brücke).

## Deutsche Verteidigung
Die Deutschen hatten ab Herbst 1944 viele Zwangsarbeiter eingesetzt, um in dem Gebiet Verteidigungsanlagen zu errichten. Sie hatten drei Linien geschaffen: die erste am Ostufer der Rur, die zweite sechs und die dritte elf Kilometer dahinter. Die dritte war mit der Erft verbunden.
Im Wesentlichen waren es Schützengräben bzw. -wälle in einem Zickzackmuster (das beschränkte die Wirkung von Granatsplittern auf einen kleineren Bereich – sie konnten nur „bis zur nächsten Ecke“ fliegen) mit Ausgängen an den Dörfern und Städten. Panzerhindernisse sowie Flak- und Feldgeschütze gab es in unregelmäßigen Abständen in und zwischen den Linien. Minen und Stacheldraht gab es nur an bestimmten Orten am Ostufer der Rur.
Die Amerikaner hielten das Verteidigungsnetzwerk für gut geplant und organisiert; alle Anzeichen deuteten aber darauf hin, dass die Wehrmacht viel zu wenig Truppen hatte, um die Linien bemannen zu können. Das stützte die Annahme, dass die Verteidigung sich auf Schwerpunkte in Städten und Dörfern konzentrieren würde, anstatt sich dauerhaft tief gestaffelt aufzustellen.
Offiziere der Aufklärung glaubten, dass die Deutschen im Frontabschnitt zwischen „südlich von Düren“ bis Heinsberg etwa 30.000 Männer und 70 Panzer hatten. Zudem nahmen sie an, dass sechs Divisionen mit 23.500 Soldaten und 110 Panzern als Reserve bei Köln lagen. Man traute vier gemischten Divisionen, die seit einiger Zeit nicht im Kontakt mit dem Gegner gestanden hatten, zu, mit 17.000 Soldaten und 55 Panzern eingreifen zu können.

## Verlauf
Am 1. Februar gab General Eisenhower den Befehl, die Operation Grenade durchzuführen. Ab diesem Tag bemerkte die 9. US-Armee, dass die Kräfte der Wehrmacht nachließen. Zum Beispiel notierte General Simpson am 6. Februar, dass die 5. Panzerarmee noch defensiv in der Eifel war. Seine Hoffnungen auf ein zügiges Überwinden der Verteidigungsstellungen an der Rur wuchsen (“We will have some tough fighting, but I think we are going right through.”).
Spätestens am 10. Februar sollte die 9. US-Armee die Rur überqueren und sich mit der 1. Kanadischen Armee vereinigen, die im Rahmen der am 8. Februar um 5:00 begonnenen Schlacht im Reichswald aus dem Raum Nijmegen in südöstlicher Richtung entlang des Rheins vorstieß. Deutsche Soldaten öffneten, nachdem die Briten und Kanadier vorgerückt waren, Wehre flussaufwärts; am 8. Februar 1945 sprengten sie die Grundablassrohre der Rurtalsperre.
Hochwasser und Verschlammung von Teilen der Ruraue zwangen die Amerikaner, ihren Angriff zu verschieben, bis die Flut wieder einigermaßen zurückgegangen war. 
Während der zwei Wochen, in denen die Rur das künstlich erzeugte Hochwasser führte, erlaubte Adolf Hitler Feldmarschall Gerd von Rundstedt nicht, sich hinter den Rhein zurückzuziehen. Er argumentierte, dass dies einen unvermeidlichen Kampf nur verzögern würde, und befahl ihm, an Ort und Stelle zu kämpfen.
Die Operation Grenade begann in der Nacht vom 22. auf den 23. Februar. Teilen der 9. Armee gelang es, die Rur am 23. Februar bei Linnich, Jülich und Düren zu überqueren.
Zu dieser Zeit hatten britische und kanadische Truppen unter hohen Verlusten die Schlacht im Reichswald gewonnen und waren bis in den Raum Goch vorgedrungen.
Erst in den letzten Tagen des Februar ließ sich Hitler überzeugen, den Frontvorsprung bei Roermond – dort war die seit Herbst 1944 provisorisch befestigte Maas-Rur-Stellung – zu räumen, da dieser nun von beiden Seiten von einer Einkesselung bedroht war.
Die sich zurückziehenden deutschen Truppen leisteten nur stellenweise stärkeren Widerstand. Erkelenz wurde am 26. Februar von Truppen der 102. US-Infanteriedivision und Mönchengladbach am 1. März von einem Regiment der 29. US-Infanteriedivision eingenommen. Am selben Tag erreichten Teile der 2. US-Panzerdivision den Stadtrand von Krefeld, nachdem sie eine intakte Brücke über den Nordkanal gefunden hatten. Versuche, die Rheinbrücke zwischen Krefeld-Uerdingen und Duisburg-Mündelheim und die Haus-Knipp-Eisenbahnbrücke in Rheinhausen in Besitz zu bringen, scheiterten: Die Wehrmacht sprengte sie vor der Ankunft der US-Truppen.
Ebenfalls am 1. März besetzt wurden unter anderem Venlo, Brüggen, Kaldenkirchen, Viersen, Anrath und Schiefbahn. 
In der Nacht vom 1. auf den 2. März 1945 führten etwa 20 deutsche Panzer der Panzer-Lehr-Division und 150 Grenadiere einen Überraschungsangriff auf Schiefbahn und versuchten, es zurückzuerobern. Sie führten erbitterte Nahgefechte und Häuserkämpfe, töteten über 100 US-Soldaten der 2. US-Panzerdivision und zerstörten 22 gepanzerte Fahrzeuge, darunter auch schwere US-Panzer. 28 Wehrmacht-Soldaten fielen und 7 deutsche Zivilisten starben. Um drei Uhr morgens brachen sie den Angriff ab. 
Er sollte bei Mönchengladbach stehenden deutschen Truppenteilen den Rückzug via Bundesstraße 57 zur Krefeld-Uerdinger Brücke ermöglichen.
Am 3. März trafen sich bei Geldern amerikanische und britisch-kanadische Truppen. Die Wehrmacht versuchte, bei Wesel einen Brückenkopf über den Rhein (an der Rheinbabenbrücke) lange genug zu halten, um den Truppen der 1. Fallschirmarmee den Rückzug zu ermöglichen. Dieser Brückenkopf wurde in schweren Kämpfen bis zum 11. März im Zusammenwirken westalliierter Truppen beseitigt, nachdem die letzten deutschen Brücken gesprengt worden waren.
Am 4. März wurde die Stadt Moers besetzt, am 5. März die Orte Homberg und Rheinhausen gegenüber dem Duisburger Rheinufer. Am 4. März hatten die deutschen Truppen die Rheinbrücken nach Hochfeld, nach Wanheimerort und Ruhrort und nach Uerdingen gesprengt.
Die 9. US-Armee gab an, während der Operation Grenade bei eigenen Verlusten von unter 7.300 Mann (darunter 1.330 Tote) rund 6.000 deutsche Soldaten getötet und 30.000 gefangen genommen zu haben.